# 伴我走天涯2
《伴我走天涯2》（韓語：마음이 2）是电影《伴我走天涯》的续集，于2010年上映的韩国家庭喜剧电影。该电影由李正哲执导，成东镒、金正泰、宋仲基主演。

## 剧情概要
东宇丧父后，与母亲和小狗“玛音”相依为命。性格内向的东宇对玛音和它的孩子们细心照料。母亲担心照顾小狗会影响东宇的学业，便瞒着东宇，将小狗们寄养在舅舅那里。直到有一天，盗贼们想利用小狗作为犯案工具，而绑架了小狗。发现此事的东宇，和玛音与盗贼们展开追逐。

## 演员阵容
- 拉不拉多犬—月亮 饰演 玛音
- 成东镒 饰演 赫弼
- 金正泰 饰演 斗弼
- 宋仲基 饰演 东宇
- 张翰 饰演 赵明
- 朴顺天 饰演 母亲
- 权海骁 饰演 奉久，东宇的舅舅
- 柳真娜 饰演 徐京
- 闵春晓 饰演 May
- 郑珠妍 饰演 海滩女孩
- 琴东贤 饰演 胡子男
- 申昌柱 饰演 SUV司机
- 朴尚镇 饰演 教练
- 崔喜善 饰演 兽医1
- 李昌勋 饰演 兽医2
- 王錫賢 饰演 归还录像带的小孩（特别出演）

## 外部连结
- NAVER上《伴我走天涯2》的资料
- Daum上《伴我走天涯2》的资料
- 韩国电影数据库（KMDb）上《伴我走天涯2》的資料
- 互联网电影数据库（IMDb）上《伴我走天涯2》的资料（英文）